# Cordillera Domeyko

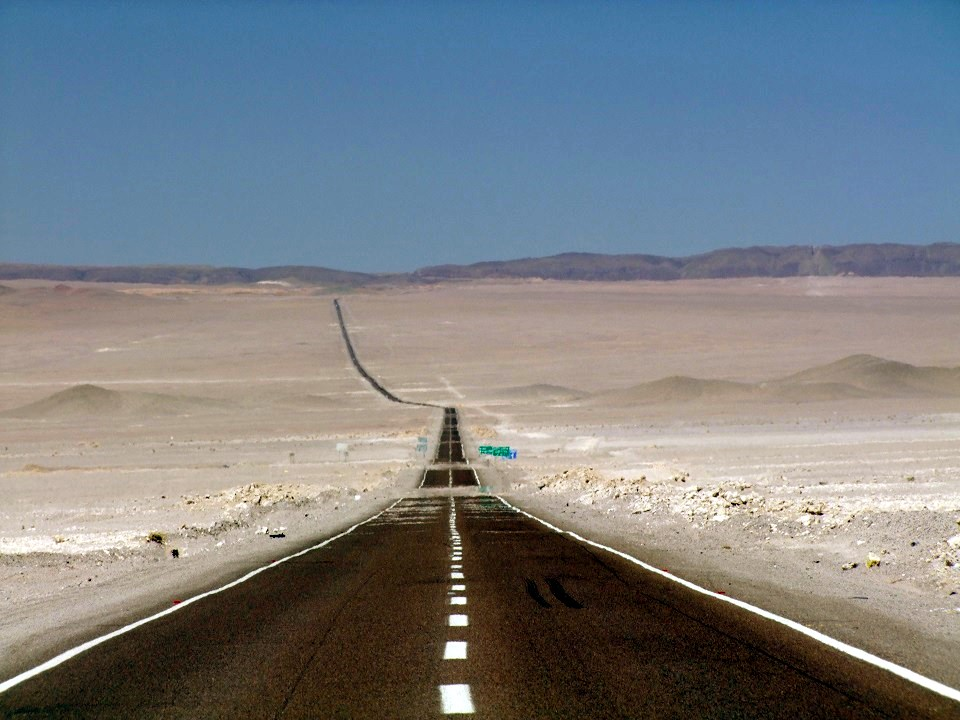
Die Cordillera Domeyko betrachtet aus rund 30 km Entfernung auf dem Weg von Calama in die Anden durch eine Hochebene (2.600 m ü. M.) der Atacamawüste.

Die Cordillera Domeyko ist ein Gebirgszug der Andenpräkordillere im Norden Chiles. Sie wurde nach dem polnischen Geologen Ignacy Domeyko benannt und bildet die östliche Begrenzung des flachen Teils der Atacamawüste.
Der Gebirgszug ist 600 km lang und liegt in Nord-Süd-Richtung parallel zur Andenwestkordillere (zu der sie im geologischen Gesamtzusammenhang ebenfalls gerechnet wird). Bei Höhen vielfach über 3000 m ist der höchste Berg der Cerro Quimal mit  4278 m. Der Gebirgszug gehört zu den Gebirgen mit den niedrigsten Niederschlägen auf der Erde.
Gold- und Silber-Lagerstätten im vulkanischen Gestein machen das Gebiet zu einem der potentiell ergiebigsten Abbaugebiete für diese Erze.